# 우먼 (잡지)
우먼(Woman)은 1937년에 창간된 영어 주간 잡지이다. 타깃 독자층은 30~40대 여성이다. 연예인 가십과 TV 뉴스, 실제 이야기, 패션 및 뷰티 팁이 섞여 있다. 라이프스타일 섹션에서는 주택, 인테리어 및 음식, 제품 리뷰 및 조언에 대한 아이디어를 제공한다.